# 룬다족
룬다족(Lunda)은 콩고민주공화국·앙골라·잠비아에 사는 종족이다. 17세기부터 19세기까지 중앙아프리카의 여러 왕국을 통치했다. 대부분 시골에서 농사를 지으며 생활하는데, 카사바라고 부르는 구근류를 키우며, 옥수수·기장·수수 등의 곡물도 경작한다. 또 고기를 잡아 콩고민주공화국과 잠비아의 구리 광산지역에 팔기도 한다.